# 천안신안초등학교
천안신안초등학교는 대한민국 충청남도 천안시 동남구에 있는 공립 초등학교이다.

## 학교 연혁
- 1970년 4월 20일: 개교
- 1987년 3월 1일: 병설유치원 개원
- 2012년 2월 17일: 제40회 졸업
- 2012년 3월 1일: 26학급(특수 1학급) 편성, 병설유치원 3학급
- 2014년 3월 1일: 23학급(특수 1학급) 편성, 병설유치원 3학급
- 2015년 3월 2일: 21학급(특수 1학급) 편성, 병설유치원 3학급
- 2016년 3월 2일: 20학급(특수 1학급) 편성, 병설유치원 3학급
- 2017년 3월 2일: 18학급(특수 1학급) 편성, 병설유치원 3학급
- 2017년 3월 2일: 22학급(특수 1학급) 편성, 병설유치원 3학급

## 참고 자료
- 천안신안초등학교 - 한국교육학술정보원 학교알리미

## 갤러리

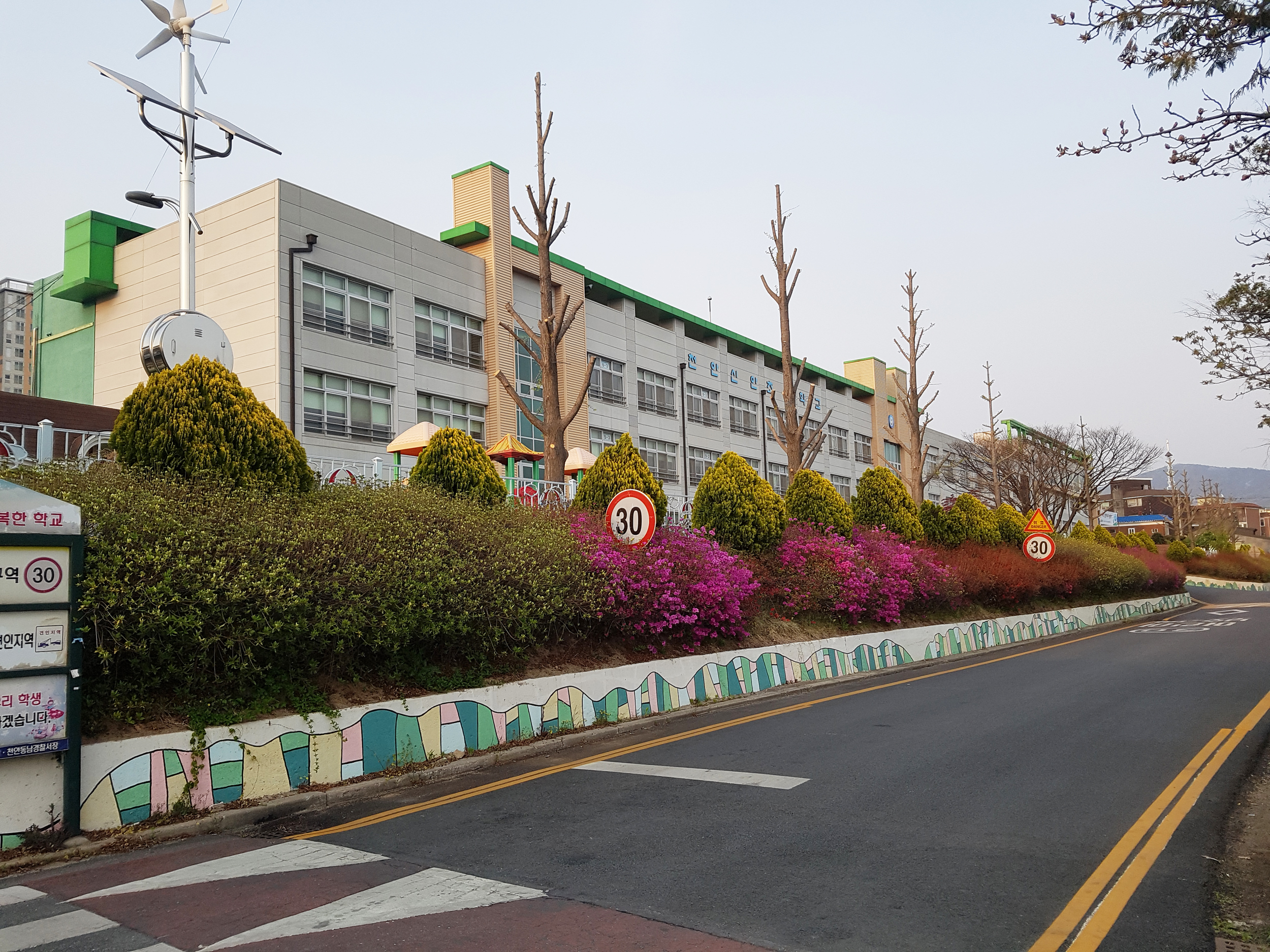
천안신안초등학교
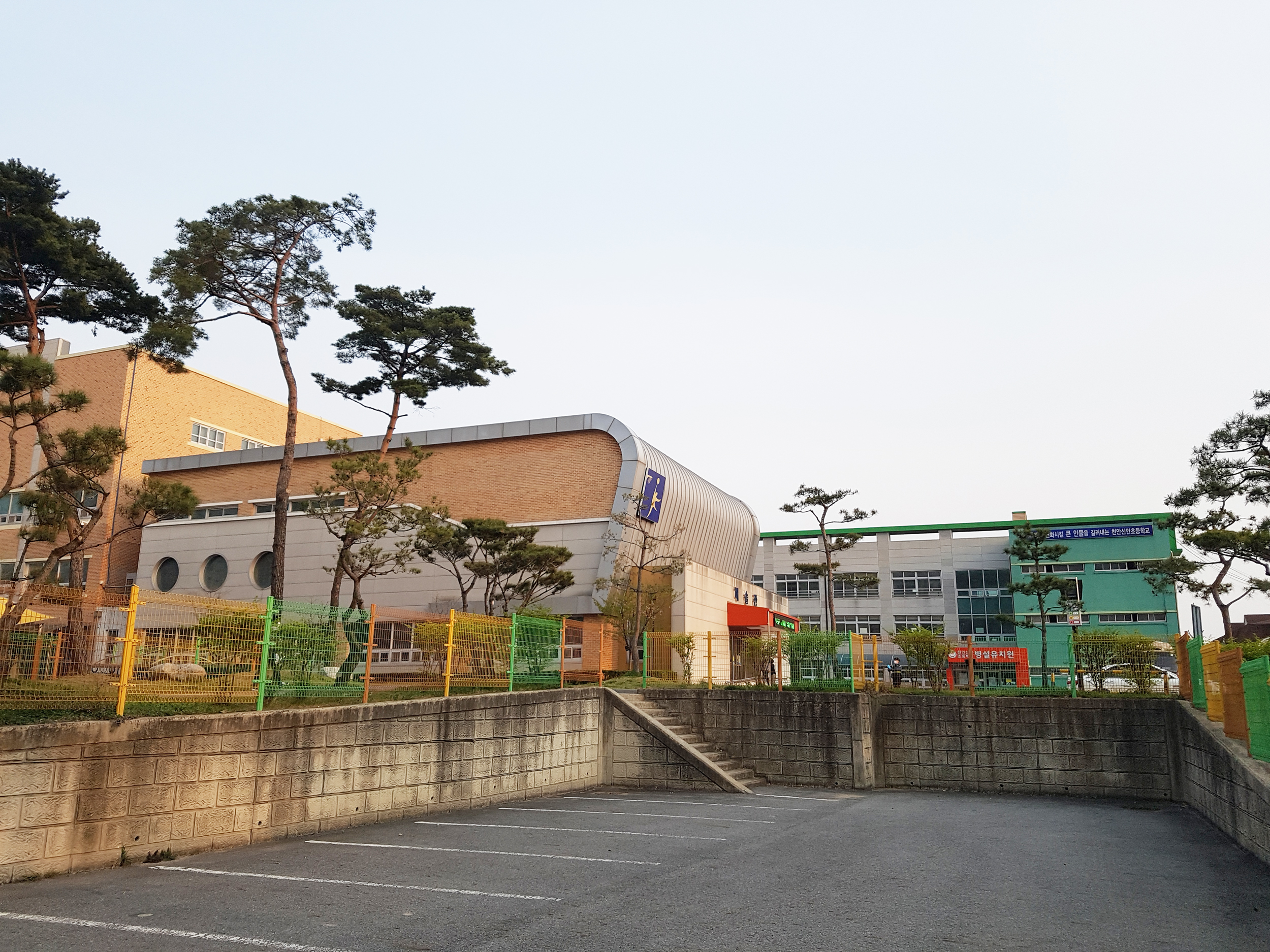
천안 신안초등학교